# Куклін
Куклін (пол. Kuklin) — село в Польщі, у гміні Вечфня-Косьцельна Млавського повіту Мазовецького воєводства.
Населення — 395 осіб (2011).
У 1975-1998 роках село належало до Цехановського воєводства.

## Демографія
Демографічна структура станом на 31 березня 2011 року:
|          | Загалом | Допрацездатний вік | Працездатний вік | Постпрацездатний вік |
| -------- | ------- | ------------------ | ---------------- | -------------------- |
| Чоловіки | 206     | 52                 | 135              | 19                   |
| Жінки    | 189     | 35                 | 120              | 34                   |
| Разом    | 395     | 87                 | 255              | 53                   |